# وحدت‌آباد (دره‌شهر)
وحدت‌آباد (دره‌شهر)، روستایی از توابع بخش مرکزی شهرستان دره‌شهر در استان ایلام ایران است. زبان مردم این روستا زبان لکی است

## علاوه بر دهستان زرین دشت که در شهرستان دره شهر است،بخشی به نام بخش زرین دشت به مرکزیت شهر برزول در شهرستان نهاوند استان همدان نیز به همین نام وجود دارد
این روستا در دهستان زرین‌دشت قرار دارد و براساس سرشماری مرکز آمار ایران در سال ۱۳۸۵، جمعیت آن ۹۲۳ نفر (۱۸۱خانوار) بوده‌است.